# Hermann Schumann (Politiker, 1810)
Hermann Schumann (* 1. März 1810 in Brombach; † 15. Juli 1885) war ein deutscher Weingutbesitzer und Mitglied des Provinziallandtages der Provinz Hessen-Nassau.

## Leben
Hermann Schumann war ein Sohn des Rentamtmanns Wilhelm Schumann (1776–1865) und dessen Ehefrau Anna Barbara Heiss (1785–1867). Er hatte die Klosterschule in der Nähe seines Heimatortes und danach das Lyzeum Karlsruhe besucht, bevor er an den Universitäten in Heidelberg und Würzburg ein Studium der Rechtswissenschaften absolvierte. In den 1830er Jahren führte die Umsetzung der Karlsbader Beschlüsse im Großherzogtum Hessen zu einer Protestbewegung, die sich vor allem in den Reihen der Studenten breit machte. So schloss er sich der Vereinigung Grünes Band (assoziiert mit einer Burschenschaft) an. 1832 wurde er unter dem Verdacht des Hochverrats bzw. Mitgliedschaft in einer verbotenen Burschenschaft, Verbreitung von aufrührerischen Schriften unter fränkischen Bauern, Halten von aufrührerischen Reden sowie Aufpflanzen von Freiheitsräumen verhaftet und nach über vierjähriger Haft gegen eine beträchtliche Kaution und das Versprechen, Bayern nicht mehr zu betreten, aus dem Gefängnis entlassen. Bevor er 1847 mit seiner Familie nach Amerika auswanderte, verdiente er seinen Lebensunterhalt durch Arbeit in der Landwirtschaft auf einem Gut von Verwandten mütterlicherseits und schloss sich der deutsch-katholischen Bewegung an. 1850 kehrte die Familie Schumann nach Deutschland zurück und lebte auf dem Familiensitz der Schumanns in Hattenheim.
Er wurde wieder politisch aktiv, trat der Nassauischen Fortschrittspartei bei und war von 1873 bis 1885 Mitglied des Kreistages des Rheingaukreises. Von 1875 bis 1877 hatte er als Nachfolger des Leopold Fuckel ein Mandat für den Nassauischen Kommunallandtag des preußischen Regierungsbezirks Wiesbaden bzw. für den Provinziallandtag der Provinz Hessen-Nassau.